# Tour du Costa Rica 2017
La Vuelta Banco Popular a Costa Rica est la cinquante-troisième édition du Tour du Costa Rica. Elle se dispute du 18 décembre au 27 décembre 2017, au Costa Rica et fait partie de l'UCI America Tour 2018 en catégorie 2.2.
Le 31 janvier 2018, l'UCI annonce que douze coureurs costaricains ont été contrôlés positifs le 22 décembre, dont le vainqueur final et de deux étapes Juan Carlos Rojas, son frère César Rojas (3e et vainqueur d'une étape), Vladimir Fernández (5e et vainqueur d'une étape), Leandro Varela (9e), Gabriel Marín (Champion du Costa Rica en titre) et José Alexis Rodríguez (Vice-champion du Costa Rica du contre-la-montre en titre). L'ensemble de l'équipe Extralum Frijoles Tierniticos des frères Juan Carlos et César Rojas est concernée, ainsi que 3 coureurs de l'équipe Múltiples Corella dirigée par leur frère Geiner et deux coureurs de l'équipe Scott TeleUno dirigée par leur autre frère Mauricio.

## Équipes participantes
Dix équipes nationales et cinq équipes étrangères sont au départ.
| Équipes continentales (3)- Bicicletas Strongman - Canel's-Specialized - GW Shimano Équipe nationale- Russie Équipes régionales et de clubs (11)- Múltiples Corella - El Lagar Lufese - Cable Pacayas Ciclos Corea - Team Costafrut Roes BH Vagar - Scott TeleUno - BCT-Santa Ana-Ficenca - El Colono - Parabrisas Morales - Nestlé 7C CBZ Giant - Extralum-Frijoles Los Tierniticos - Esparza Training-Café del Valle |
| |

## Les étapes
| Étape     | Date    | Villes étapes                       | type                      | Distance (km) | Vainqueur d'étape | Leader du classement général |
| --------- | ------- | ----------------------------------- | ------------------------- | ------------- | ----------------- | ---------------------------- |
| 1re étape | 18 déc. | Alajuela – Cañas                    | étape de moyenne montagne | 147,94        | Efrén Santos      | Efrén Santos                 |
| 2e étape  | 19 déc. | Cañas – La Cruz                     | étape vallonnée           | 105,78        | José Vega         | Melvin Mora                  |
| 3e étape  | 20 déc. | La Cruz – Nicoya                    | étape vallonnée           | 183           | Kristopher Vega   | Paulo Vargas                 |
| 4e étape  | 21 déc. | Nicoya – Alajuela                   | étape de moyenne montagne | 193,9         | Walter Pedraza    | Efrén Santos                 |
| 5e étape  | 22 déc. | Palomo – Paraíso                    | contre-la-montre en côte  | 19,64         | Román Villalobos  | Román Villalobos             |
| 6e étape  | 23 déc. | San Antonio de Belén – Puerto Limón | étape de moyenne montagne | 174           | Wilson Cardona    | Román Villalobos             |
| 7e étape  | 24 déc. | Puerto Limón – Tucurrique           | étape vallonnée           | 117,1         | Román Villalobos  | Román Villalobos             |
| 8e étape  | 25 déc. | Heredia – Heredia                   | étape de plaine           | 99,53         | Eduardo Corte     | Román Villalobos             |
| 9e étape  | 26 déc. | San José – Pérez Zeledón            | étape de montagne         | 126,83        | Efrén Santos      | Román Villalobos             |
| 10e étape | 27 déc. | Pérez Zeledón – Desamparados        | étape de montagne         | 134,8         | Román Villalobos  | Román Villalobos             |

## Classements finals

### Classement général final
| \| Classement général \| Classement général \| Classement général \| Classement général \| Classement général \| \| Coureur \| Coureur \| Pays \| Équipe \| Temps \| \| ------------------ \| ------------------ \| ------------------ \| ------------------------------- \| ------------------ \| \| 1er \| Román Villalobos \| Costa Rica \| LA Aluminios-Metalusa-BlackJack \| 32 h 48 min 53 s \| \| 2e \| Efrén Santos \| Mexique \| \| + 7 min 18 s \| \| 3e \| Joseph Chavarría \| Costa Rica \| Nestlé 7C CBZ Giant \| + 9 min 50 s \| \| 4e \| Walter Pedraza \| Colombie \| GW Shimano \| + 10 min 55 s \| \| 5e \| Aristóbulo Cala \| Colombie \| Bicicletas Strongman \| + 12 min 07 s \| \| 6e \| Isaac Morera \| Costa Rica \| Múltiples Corella \| + 18 min 29 s \| \| 7e \| Eduardo Corte \| Mexique \| Canel's-Specialized \| + 20 min 05 s \| \| 8e \| Yeison Reyes \| Colombie \| GW Shimano \| + 23 min 19 s \| \| 9e \| Daniel Bonilla \| Costa Rica \| Scotiabank-Nestlé-Métrica-Giant \| + 24 min 18 s \| \| 10e \| Bryan Salas \| Costa Rica \| Nestlé 7C CBZ Giant \| + 26 min 05 s \| |                  |            |                                 |                  |
| |                  |            |                                 |                  |
| |                  |            |                                 |                  |
| Classement général |                  |            |                                 |                  |
| Coureur | Coureur          | Pays       | Équipe                          | Temps            |
| 1er | Román Villalobos | Costa Rica | LA Aluminios-Metalusa-BlackJack | 32 h 48 min 53 s |
| 2e | Efrén Santos     | Mexique    |                                 | + 7 min 18 s     |
| 3e | Joseph Chavarría | Costa Rica | Nestlé 7C CBZ Giant             | + 9 min 50 s     |
| 4e | Walter Pedraza   | Colombie   | GW Shimano                      | + 10 min 55 s    |
| 5e | Aristóbulo Cala  | Colombie   | Bicicletas Strongman            | + 12 min 07 s    |
| 6e | Isaac Morera     | Costa Rica | Múltiples Corella               | + 18 min 29 s    |
| 7e | Eduardo Corte    | Mexique    | Canel's-Specialized             | + 20 min 05 s    |
| 8e | Yeison Reyes     | Colombie   | GW Shimano                      | + 23 min 19 s    |
| 9e | Daniel Bonilla   | Costa Rica | Scotiabank-Nestlé-Métrica-Giant | + 24 min 18 s    |
| 10e | Bryan Salas      | Costa Rica | Nestlé 7C CBZ Giant             | + 26 min 05 s    |

### Classements annexes
| Classement par équipes | Classement par équipes            | Classement par équipes | Classement par équipes |
| Équipe                 | Équipe                            | Pays                   | Temps                  |
| ---------------------- | --------------------------------- | ---------------------- | ---------------------- |
| 1re                    | Extralum-Frijoles Los Tierniticos | Costa Rica             | 98 h 39 min 22 s       |
| 2e                     | Nestlé 7C CBZ Giant               | Costa Rica             | + 5 min 47 s           |
| 3e                     | GW Shimano                        | Colombie               | + 53 min 46 s          |
| 4e                     | Múltiples Corella                 | Costa Rica             | + 54 min 10 s          |
| 5e                     | Bicicletas Strongman              | Colombie               | + 55 min 30 s          |

| Classement par équipes | Classement par équipes            | Classement par équipes | Classement par équipes |
| Équipe                 | Équipe                            | Pays                   | Temps                  |
| ---------------------- | --------------------------------- | ---------------------- | ---------------------- |
| 1re                    | Extralum-Frijoles Los Tierniticos | Costa Rica             | 98 h 39 min 22 s       |
| 2e                     | Nestlé 7C CBZ Giant               | Costa Rica             | + 5 min 47 s           |
| 3e                     | GW Shimano                        | Colombie               | + 53 min 46 s          |
| 4e                     | Múltiples Corella                 | Costa Rica             | + 54 min 10 s          |
| 5e                     | Bicicletas Strongman              | Colombie               | + 55 min 30 s          |

| Classement de la montagne | Classement de la montagne | Classement de la montagne | Classement de la montagne       | Classement de la montagne |
| Coureur                   | Coureur                   | Pays                      | Équipe                          | Points                    |
| ------------------------- | ------------------------- | ------------------------- | ------------------------------- | ------------------------- |
| 1er                       | Efrén Santos              | Mexique                   |                                 | 54 pts                    |
| 2e                        | Román Villalobos          | Costa Rica                | LA Aluminios-Metalusa-BlackJack | 48 pts                    |
| 3e                        | Bryan Salas               | Costa Rica                | Nestlé 7C CBZ Giant             | 26 pts                    |
| 4e                        | Joseph Chavarría          | Costa Rica                | Nestlé 7C CBZ Giant             | 16 pts                    |
| 5e                        | William Muñoz             | Colombie                  | Bicicletas Strongman            | 12 pts                    |

| Classement de la montagne | Classement de la montagne | Classement de la montagne | Classement de la montagne       | Classement de la montagne |
| Coureur                   | Coureur                   | Pays                      | Équipe                          | Points                    |
| ------------------------- | ------------------------- | ------------------------- | ------------------------------- | ------------------------- |
| 1er                       | Efrén Santos              | Mexique                   |                                 | 54 pts                    |
| 2e                        | Román Villalobos          | Costa Rica                | LA Aluminios-Metalusa-BlackJack | 48 pts                    |
| 3e                        | Bryan Salas               | Costa Rica                | Nestlé 7C CBZ Giant             | 26 pts                    |
| 4e                        | Joseph Chavarría          | Costa Rica                | Nestlé 7C CBZ Giant             | 16 pts                    |
| 5e                        | William Muñoz             | Colombie                  | Bicicletas Strongman            | 12 pts                    |

| Classement par points | Classement par points | Classement par points | Classement par points           | Classement par points |
| Coureur               | Coureur               | Pays                  | Équipe                          | Points                |
| --------------------- | --------------------- | --------------------- | ------------------------------- | --------------------- |
| 1er                   | Efrén Santos          | Mexique               |                                 | 115 pts               |
| 2e                    | Román Villalobos      | Costa Rica            | LA Aluminios-Metalusa-BlackJack | 113 pts               |
| 3e                    | William Muñoz         | Colombie              | Bicicletas Strongman            | 88 pts                |
| 4e                    | Eduardo Corte         | Mexique               | Canel's-Specialized             | 70 pts                |
| 5e                    | Walter Pedraza        | Colombie              | GW Shimano                      | 61 pts                |

| Classement par points | Classement par points | Classement par points | Classement par points           | Classement par points |
| Coureur               | Coureur               | Pays                  | Équipe                          | Points                |
| --------------------- | --------------------- | --------------------- | ------------------------------- | --------------------- |
| 1er                   | Efrén Santos          | Mexique               |                                 | 115 pts               |
| 2e                    | Román Villalobos      | Costa Rica            | LA Aluminios-Metalusa-BlackJack | 113 pts               |
| 3e                    | William Muñoz         | Colombie              | Bicicletas Strongman            | 88 pts                |
| 4e                    | Eduardo Corte         | Mexique               | Canel's-Specialized             | 70 pts                |
| 5e                    | Walter Pedraza        | Colombie              | GW Shimano                      | 61 pts                |

| Classement des sprints | Classement des sprints | Classement des sprints | Classement des sprints            | Classement des sprints |
| Coureur                | Coureur                | Pays                   | Équipe                            | Points                 |
| ---------------------- | ---------------------- | ---------------------- | --------------------------------- | ---------------------- |
| 1er                    | William Muñoz          | Colombie               | Bicicletas Strongman              | 34 pts                 |
| 2e                     | Gabriel Marín          | Costa Rica             | Extralum-Frijoles Los Tierniticos | 32 pts                 |
| 3e                     | Eddier Godínez         | Costa Rica             | El Lagar Lufese                   | 13 pts                 |
| 4e                     | Eduardo Corte          | Mexique                | Canel's-Specialized               | 10 pts                 |
| 5e                     | Efrén Santos           | Mexique                |                                   | 8 pts                  |

| Classement des sprints | Classement des sprints | Classement des sprints | Classement des sprints            | Classement des sprints |
| Coureur                | Coureur                | Pays                   | Équipe                            | Points                 |
| ---------------------- | ---------------------- | ---------------------- | --------------------------------- | ---------------------- |
| 1er                    | William Muñoz          | Colombie               | Bicicletas Strongman              | 34 pts                 |
| 2e                     | Gabriel Marín          | Costa Rica             | Extralum-Frijoles Los Tierniticos | 32 pts                 |
| 3e                     | Eddier Godínez         | Costa Rica             | El Lagar Lufese                   | 13 pts                 |
| 4e                     | Eduardo Corte          | Mexique                | Canel's-Specialized               | 10 pts                 |
| 5e                     | Efrén Santos           | Mexique                |                                   | 8 pts                  |

#### Classement du meilleur jeune
| Classement du meilleur jeune | Classement du meilleur jeune | Classement du meilleur jeune | Classement du meilleur jeune | Classement du meilleur jeune |
| Coureur                      | Coureur                      | Pays                         | Équipe                       | Temps                        |
| ---------------------------- | ---------------------------- | ---------------------------- | ---------------------------- | ---------------------------- |
| 1er                          | Yeison Reyes                 | Colombie                     | GW Shimano                   | 33 h 12 min 12 s             |
| 2e                           | Jhonatan Cañaveral           | Colombie                     | Bicicletas Strongman         | + 40 min 57 s                |
| 3e                           | Sebastián Moya               | Costa Rica                   | Team Costafrut Roes BH Vagar | + 59 min 31 s                |
| 4e                           | Franklin Loaiza              | Costa Rica                   |                              | + 1 h 05 min 27 s            |
| 5e                           | Wilson Cardona               | Colombie                     | GW Shimano                   | + 1 h 17 min 10 s            |

## Évolution des classements
| Étapes             | Vainqueur          | Classement général | Classement par points | Classement de la montagne | Classement des étapes volantes | Classement des moins de 23 ans | Classement par équipes            |
| ------------------ | ------------------ | ------------------ | --------------------- | ------------------------- | ------------------------------ | ------------------------------ | --------------------------------- |
| 1re étape          | Efrén Santos       | Efrén Santos       | Efrén Santos          | Efrén Santos              | Efrén Santos                   | Wilson Cardona                 | Canel's-Specialized               |
| 2e étape           | José Vega          | Melvin Mora        | Efrén Santos          | Eddier Godínez            | Eddier Godínez                 | Alfredo Santoyo                | Canel's-Specialized               |
| 3e étape           | Kristopher Vega    | Paulo Vargas       | Efrén Santos          | Eddier Godínez            | Gabriel Marín                  | Alfredo Santoyo                | Canel's-Specialized               |
| 4e étape           | Vladimir Fernández | Efrén Santos       | Efrén Santos          | Efrén Santos              | Gabriel Marín                  | Leandro Varela                 | Nestlé 7C CBZ Giant               |
| 5e étape           | Juan Carlos Rojas  | Juan Carlos Rojas  | Efrén Santos          | Juan Carlos Rojas         | Gabriel Marín                  | Leandro Varela                 | Nestlé 7C CBZ Giant               |
| 6e étape           | Wilson Cardona     | Juan Carlos Rojas  | William Muñoz         | Juan Carlos Rojas         | Gabriel Marín                  | Leandro Varela                 | Nestlé 7C CBZ Giant               |
| 7e étape           | Román Villalobos   | Juan Carlos Rojas  | Román Villalobos      | Román Villalobos          | Gabriel Marín                  | Leandro Varela                 | Nestlé 7C CBZ Giant               |
| 8e étape           | Eduardo Corte      | Juan Carlos Rojas  | William Muñoz         | Román Villalobos          | William Muñoz                  | Leandro Varela                 | Nestlé 7C CBZ Giant               |
| 9e étape           | César Rojas        | César Rojas        | Efrén Santos          | Efrén Santos              | William Muñoz                  | Leandro Varela                 | Nestlé 7C CBZ Giant               |
| 10e étape          | Juan Carlos Rojas  | Juan Carlos Rojas  | Efrén Santos          | Efrén Santos              | William Muñoz                  | Leandro Varela                 | Extralum-Frijoles Los Tierniticos |
| Classements finals | Classements finals | Juan Carlos Rojas  | Efrén Santos          | Efrén Santos              | William Muñoz                  | Leandro Varela                 | Extralum-Frijoles Los Tierniticos |